# Myrsine grantii
Myrsine grantii är en viveväxtart som beskrevs av Francis Raymond Fosberg och Sachet. Myrsine grantii ingår i släktet Myrsine och familjen viveväxter. Utöver nominatformen finns också underarten M. g. toviiensis.